# Srebrna (województwo łódzkie)
Srebrna – osada w Polsce położona w województwie łódzkim, w powiecie łęczyckim, w gminie Grabów.
W latach 1975–1998 miejscowość administracyjnie należała do województwa konińskiego.
Według danych za rok 2006 miejscowość zamieszkuje 180 osób. 

## Zabytki
Według rejestru zabytków Narodowego Instytutu Dziedzictwa na listę zabytków wpisane są obiekty:
- zespół dworski z 2. połowy XIX w., nr rej.: A-491/232 z 16.11.1993:
  - dwór
  - park